# Lester St. Louis
Lester St. Louis (* 1993 in New York City) ist ein amerikanischer Improvisationsmusiker (Violoncello), Sounddesigner und Komponist.

## Wirken
St. Louis, der erst mit 14 Jahren begann, sich mit dem Musizieren zu beschäftigen, lernte mit 16 Jahren als Autodidakt Cello und stellte schnell fest, dass er ein absolutes Gehör hat. Ermutigt von seinem Orchesterlehrer auf der High School besuchte er dann verschiedene Kurse auch zu Musiktheorie und Komposition, ohne einem formalen Rahmen zu folgen.  Er trat in Nord- und Südamerika, Europa und China auf und arbeitete mit Ramsey Ameen, Chris Williams, Edi Kwon, Jaimie Branch, Dre A. Hočevar, Charmaine Lee, Isabel Crespo Pardo, Emeka Okereke, TAK Ensemble, dem International Contemporary Ensemble, Random International, Superblue, Terrence Nance, Found Sound Nation und Amirtha Kidambi.
St. Louis gründete auch eigene Ensembles wie Transfer. Sein künstlerisches Schaffen blieb nicht an den Genregrenzen stehen; dabei entwickelt er Formate, in denen sich Improvisation als Grundvoraussetzung und Modus von kreativer Sozialität artikulieren kann. Er ist auch auf Alben von Jaimie Branch (Fly or Die Live, Fly or Die Fly or Die Fly or Die ((World War))), dem Dre Hočevar Trio, Pentadox, The Tri-Centric Orchestra, Irreversible Entanglements, Bram De Looze und Nicola Hein zu hören.

## Diskographische Hinweise
- Nikima Jagudajev, Jordan Balaber, Lester St. Louis: Basically (Bergen Kunsthall Records 2021)
- Ivo Perelman / Aruán Ortiz / Lester St. Louis: Prophecy (Mahakala Music 2023)